# 斯考滕群島 (巴布亞新幾內亞)

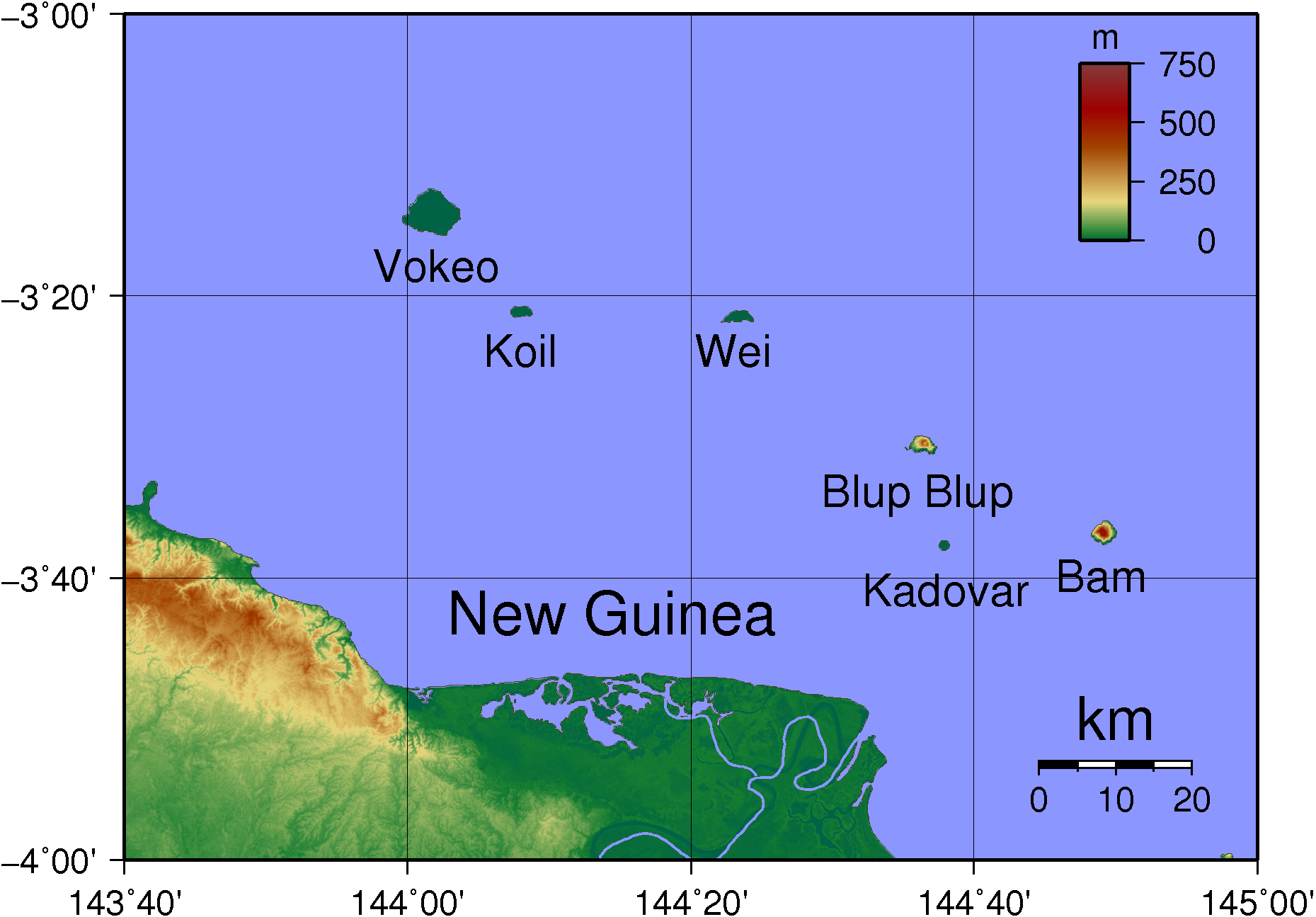

斯考滕群島是巴布亞新幾內亞東塞皮克省的群島，位於該省北面俾斯麥海，由6個火山島組成，包括沃凱奧島、科伊爾島、魏島、布盧普布盧普島、卡多瓦爾島、和巴姆島，總面積35平方公里。
3°14′S 144°05′E / 3.233°S 144.083°E